# Prequel (EP)
Prequel è un EP dei rapper italiani MadMan e Esse-P, pubblicato nel 2007 dalla Sporco Sud Squad.

## Descrizione
Composto da otto tracce, si tratta della prima collaborazione tra i due artisti. Successivamente MadMan ha realizzato alcuni brani con Esse-P per i mixtape Riscatto mixtape e R.I.P..

## Tracce
1. Intro – 1:00
2. La rinascita – 3:33
3. V.I.T.A. parte II – 3:49
4. Chi può – 3:55
5. Notti di provincia – 4:50
6. Crpita massive (feat. Ombra) – 2:30
7. Non basta – 2:50
8. Una + del diavolo (feat. Fedez, TempoXso, Yojimbo) – 4:43

## Formazione
Musicisti
- MadMan – voce
- Esse-P - voce
- Ombra – voce aggiuntiva (traccia 6)
- Fedez – voce aggiuntiva (traccia 8)
- TempoXso – voce aggiuntiva (traccia 8)
- Yojimbo – voce aggiuntiva (traccia 8)

Produzione
- Produzioni contorte – produzione
- DJ Frak – missaggio
- TempoXso – produzione